# Dawronoye
Dawronoye ("moderno", embora muitas vezes traduzido por "revolucionários") é um movimento secular, nacionalista e de esquerda entre o povo assírio. Caracterizado ideologicamente por ideias progressistas incluindo elementos socialistas, desenvolveu-se no final dos anos 80 na cidade de Midyat, na Turquia, entre um grupo de jovens assírios/siríacos apoiantes do Partido dos Trabalhadores do Curdistão - PKK. Nos anos 90 tornou-se um movimento organizado, com o nome de Tukoso Dawronoyo Mothonoyo d’Bethnahrin (frequentemente traduzido por Organização Revolucionária Patritóica de Bethnahrin).
Em 2000, o Dawronoye realizou o seu primeiro congresso, tendo adotado a designação de Partido da Liberdade de Bethnahrin (em siríaco, Gabo d’Hirutho d’Bethnahrin, GHB), e mais tarde (em 2005) de Conselho Nacional da Mesopotomia (Mawtbo Umthoyo d'Bethnahrin).

## Organizações associadas
Na região de povoamento assírio há uma rede de organizações da sociedade civil e partidos afiliados ao movimento Dawronoye. Em outrubro de 2004, o movimento lançou o seu próprio canal de televisão por satélite, Suroyo TV.
Atualmente o movimento tem mais força na Síria, com o Dawronoye Partido da União Siríaca, que integra o Movimento para uma Sociedade Democrática (TEV-DEM), a coligação que governa de facto o território de Rojava. O Partido da União Siríaca dinamiza a milícia Conselho Militar Siríaco e também a força policial Sutoro para proteger as comunidades assírias no nordeste da Síria.
Entre as organizações Dawronoye do Iraque há a União Patriótica de Beth Nahrin (Huyodo Bethnahrin Athronoyo, HBA)  e a milícia Forças do Planalto de Nínive (em siríaco:  ܚܝ̈ܠܘܬܐ ܕܕܫܐ ܕܢܝܢܘܐ) 
Desde 2004 que a União Siríaca Europeia agrupa várias organizações entre a diáspora siríaca/assíria na Europa.

## Dawronoyee o PKK
Na sua origem, entra a população siríaca/assíria da Turquia, o movimento Dawronoye foi bastante influenciado pelo PKK, vendo os curdos como um exemplo a seguir de um povo que resisitia ao que considerava ser a opressão turca, sendo visto por alguns como sendo simplesmente a ala siríaca do PKK. No final dos anos 90, os membros do Dawronoye participaram nas ações do PKK, tanto contra o exército turco, como contra (no Curdistão iraquiano) o Partido Democrático do Curdistão.
No século XXI essas ligações diminuíram, até na sequência do cessar-fogo declarado pelo PKK na sua guerra com o Turquia, mas reataram-se com a Guerra Civil Síria, em que o Partido da União Siríaca estabeleceu uma aliança privilegiada com o Partido de União Democrática, o partido-irmão sírio do PKK.